# ロベルト・ボナーノ
ロベルト・オスカル・ボナーノ（Roberto Oscar Bonano, 1970年1月24日 - ）は、アルゼンチン・ロサリオ出身の元サッカー選手。ポジションはゴールキーパー。

## クラブ経歴
地元のCAロサリオ・セントラルからデビューし、1996年に移籍したCAリーベル・プレートでは、ブルゴスとレギュラーを争ったが、プリメーラ・ディビシオンで5度、コパ・リベルタドーレスで1度、スーペルコパ・スダメリカーナで1度の優勝を果たした。1996年日本開催のインターコンチネンタルカップ、ユベントスとの対戦においては、ボクシッチのなど決定期をファインデーブで再三防いだが、デルピエーロにゴールを許し、1-0で敗れた。
2001年夏、31歳にして初の海外挑戦を決意し、スペイン・リーガ・エスパニョーラのFCバルセロナに移籍した。すぐにポジションを獲得し、8月26日のセビージャFC戦 (2-1) でデビューしたが、攻撃偏重のプレースタイルへの適応に苦しみ、周囲からの批判にさらされた。下部組織からビクトル・バルデスが台頭すると余剰戦力とみなされ、2003年夏にはレアル・ムルシアへの移籍を余儀なくされた。2004年夏にはセグンダ・ディビシオン（2部）のデポルティーボ・アラベスに移籍し、プリメーラ・ディビシオン（1部）昇格に一役買ったが、2005-06シーズンは同郷のフランコ・コンスタンソにポジションを奪われ、シーズン終了後にセグンダ・ディビシオンへの降格が決まった。2007-08シーズンはチームメイトのルイス・カレラスと喧嘩し、クラブの代表でありオーナーであり経営者であるディミトリ・ピテルマンに出場禁止処分を下されるという散々なシーズンだった。シーズン終了後に現役引退した。

## 代表経歴
世代別アルゼンチン代表を経て、1996年12月28日のユーゴスラビアとの親善試合 (2-3) でアルゼンチンA代表デビューした。2002年にはFIFAワールドカップに出場するメンバーに選ばれた。正ゴールキーパーを務めていた時期もあり、通算13試合に出場した。

## 代表歴

### 出場大会
- アルゼンチン代表
  - 2002 FIFAワールドカップ (グループリーグ敗退)

### 試合数
- 国際Aマッチ 13試合 0得点（1996年-2000年）[3]

| アルゼンチン代表 | 国際Aマッチ | 国際Aマッチ |
| 年               | 出場        | 得点        |
| ---------------- | ----------- | ----------- |
| 1996             | 1           | 0           |
| 1997             | 0           | 0           |
| 1998             | 0           | 0           |
| 1999             | 3           | 0           |
| 2000             | 9           | 0           |
| 通算             | 13          | 0           |

## タイトル
CAロサリオ・セントラル
- コパCONMEBOL (1) : 1995

CAリーベル・プレート
- プリメーラ・ディビシオン (5) : 1996-97A, 1996-97C, 1997-98A, 1999-2000A, 1999-2000C
- コパ・リベルタドーレス (1) : 1996
- スーペルコパ・スダメリカーナ (1) : 1997